# Chiusaforte
Chiusaforte (en frioulan : Scluse) est une commune d'environ 800 habitants située dans l'ancienne province d'Udine, dans la région autonome du Frioul-Vénétie Julienne en Italie.

## Géographie

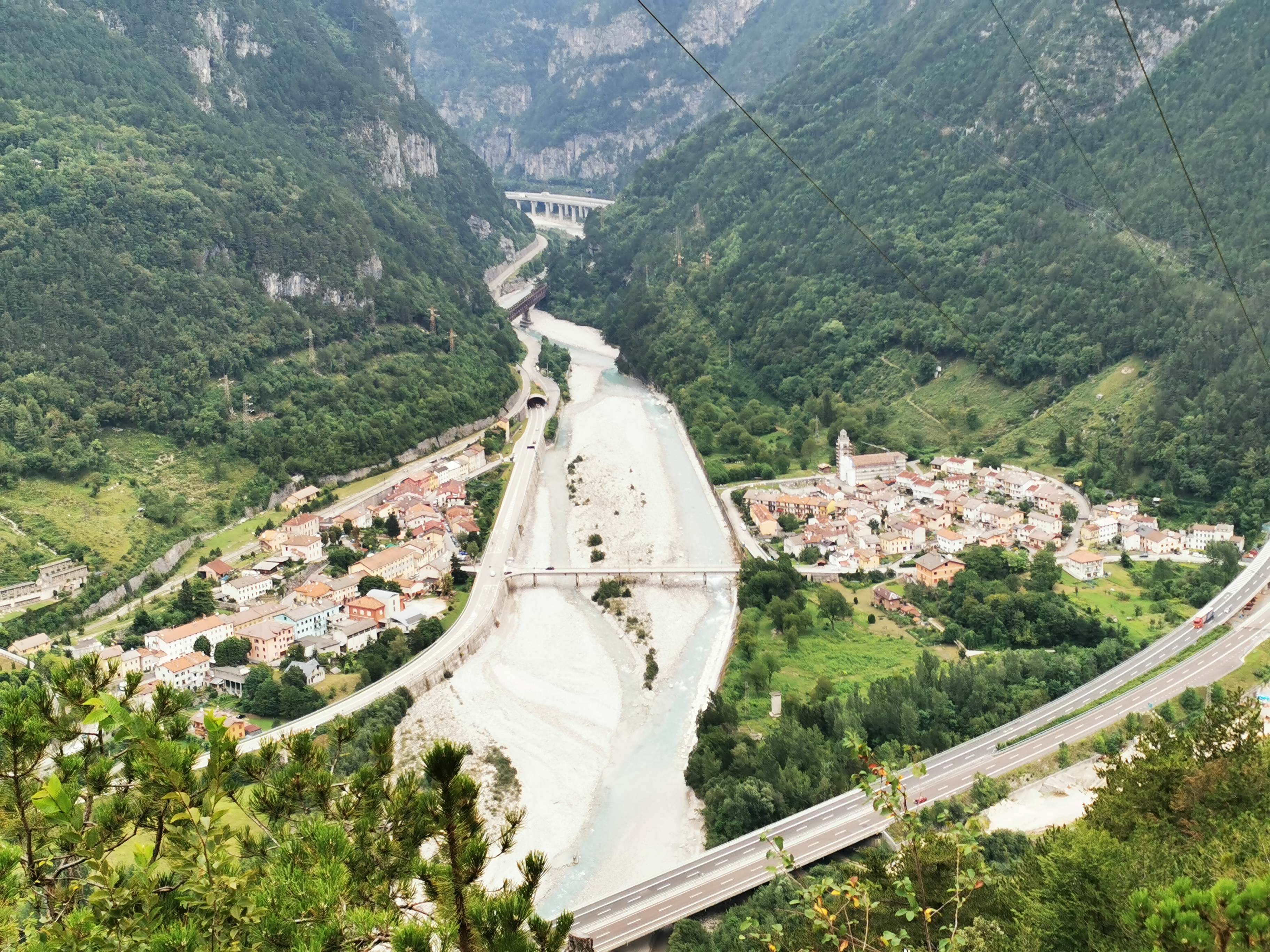
Vue sur la vallée de la Fella.

La commune se situe dans la vallée de la rivière Fella, un affluent du Tagliamento, séparant les Alpes juliennes à l'est des Préalpes carniques à l'ouest. La section inférieure du cours fluvial, de Pontebba jusqu'en bas vers Venzone, porte le nom de Canal del Ferro (« vallée de fer »), elle constitue la partie la plus septentrionale de la région historique du Frioul.
Le massif du Montasio (2 754 m) s'élève au nord-est. Le territoire communal s'étend jusqu'au col de la Sella Nevea à l'est.

## Histoire
Le nom du lieu se réfère à une forteresse construite à l'instigation d'Ulrich von Eppenstein, patriarche d’Aquilée, vers l'an 1100. 
Situé à un point stratégique, l'endroit appelé Chiusa-di-Pletz, voire la Chiusa Autrichienne, fut le lieu de deux batailles :
- la bataille de la Chiusa (1796), le 5 août 1796 entre les troupes françaises du général Guyeux et les troupes autrichiennes ;
- la bataille de la Chiusa (1801), le 2 janvier 1801 entre les troupes françaises du général Moncey et les troupes autrichiennes.

## Administration
| Période                                  | Période  | Identité     | Étiquette    | Qualité |
| ---------------------------------------- | -------- | ------------ | ------------ | ------- |
| depuis 2004                              | En cours | Luigi Marcon | lista civica |         |
| Les données manquantes sont à compléter. |          |              |              |         |

### Hameaux
Saletto, Sella Nevea (station de sports d'hiver et d'été internationale)

### Communes limitrophes
Dogna, Malborghetto Valbruna, Moggio Udinese, Resia, Resiutta, Tarvisio

## Transports

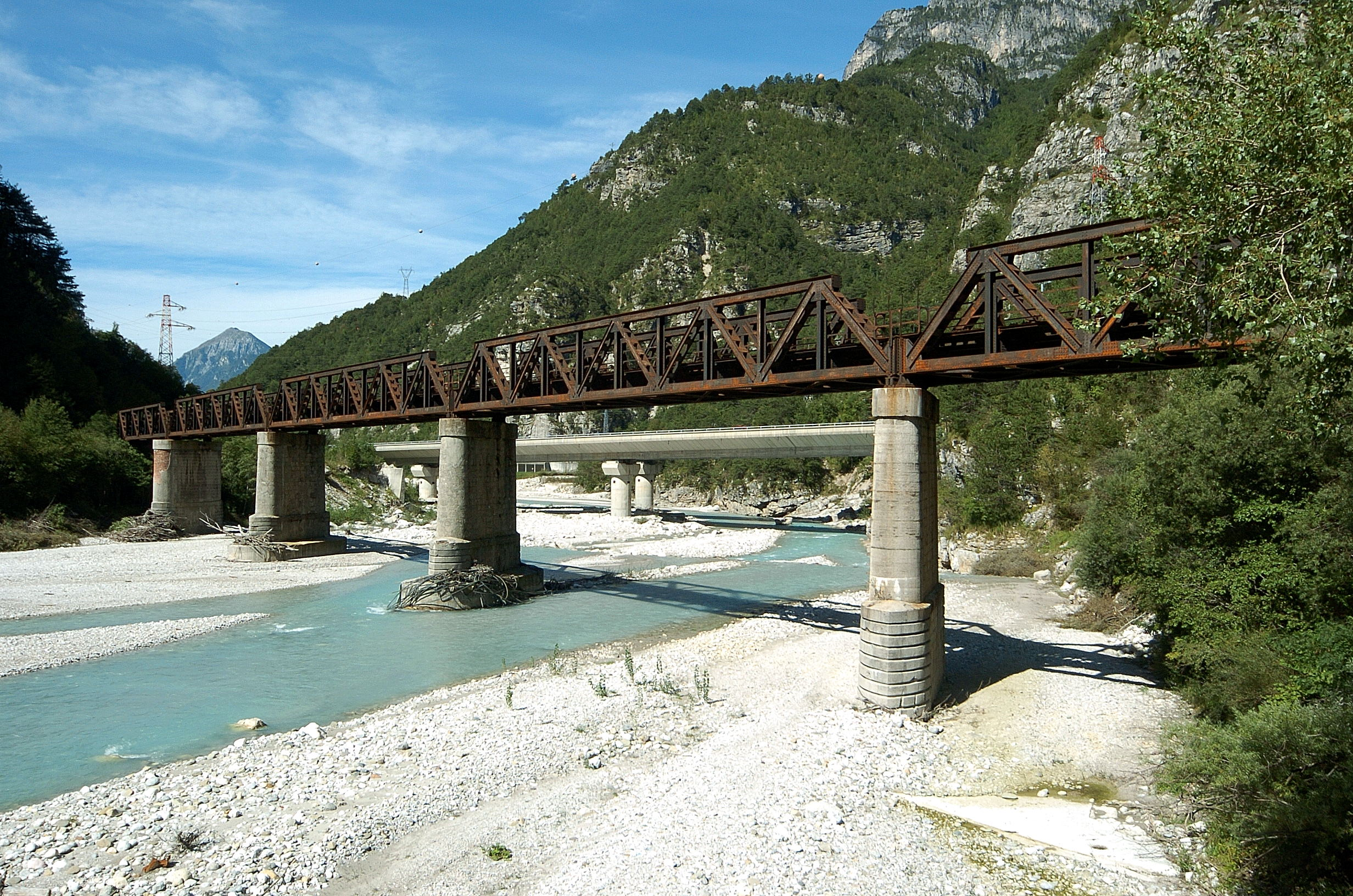
Ancien pont ferroviaire sur la Fella.

De 1879 à 1995, la commune disposait d'une gare sur la voie ferrée Pontebbana reliant Udine à Tarvisio et la frontière autrichienne. Après le changement de tracé de la ligne, l'ancien tracé est abandonné puis transformé en piste cyclable et intégré dans la piste cyclable Alpe Adria.
Chiusaforte est traversée par la route nationale 13 Pontebbana (SS13), qui suit la vallée de la Fella. L'autoroute A23 passe à l'est.